# Mal-Mo-E: The Secret Mission
Pour plus de détails, voir Fiche technique et Distribution.
Mal-Mo-E: The Secret Mission (hangeul : 말모이 ; RR : Malmoi) est un film sud-coréen réalisé par Uhm Yoo-na, sorti 2019.
Il raconte l'histoire de la création d'un dictionnaire de langue coréenne par des patriotes coréens alors que la Corée est sous occupation japonaise.
Le titre coréen Malmoi est le nom du premier dictionnaire de langue coréenne, réalisé par Ju Si-gyeong et publié en 1911.
Il est premier du box-office sud-coréen de 2019 lors de sa première semaine d'exploitation.

## Synopsis
Dans les années 1940, en Corée sous occupation japonaise, la langue coréenne est interdite d'usage et les Coréens soumis à une politique de japonisation.
Pan-soo (Yoo Hae-jin) est un délinquant qui passe son temps à faire des allers et retours en prison. Il ne sait ni lire ni écrire. Un jour, il vole le sac de Jeong-hwan (Yoon Kye-sang) pour payer les frais de scolarité de son fils. Jeong-hwan est le fils d'une riche famille coréenne pro-japonaise mais est néanmoins un représentant de la Société de la langue coréenne. En le rencontrant, Pan-soo décide de changer de vie et assiste l'équipe de Jeong-hwan qui travaille à la réalisation d'un dictionnaire préservant la mémoire de la langue coréenne.

## Fiche technique
Sauf indication contraire ou complémentaire, les informations mentionnées dans cette section peuvent être confirmées par les bases de données KMDb
- Titre original : 국가말모이
- Titre international : Mal-Mo-E: The Secret Mission
- Réalisation et scénario : Uhm Yoo-na
- Musique : Jo Yeong-wook
- Direction artistique : Chae Gyeong-seon et An Ji-hye
- Costumes : Choe Yun-seon
- Photographie : Choi Young-hwan
- Son : Kim Suk-won
- Montage : Kim Sang-bum et Jeong Won-jun
- Production : Park Eun-kyeong
- Société de production : The Lamp
- Société de distribution : Lotte Cultureworks
- Pays de production :  Corée du Sud
- Langue originale : coréen
- Format : couleur
- Genre : drame historique
- Durée : 135 minutes
- Date de sortie :
  - Corée du Sud : 9 janvier 2019

## Distribution
- Yoo Hae-jin : Kim Pan-soo
- Yoon Kye-sang : Ryoo Jeong-hwan
- Kim Hong-pa : Jo Gap-yoon, enseignant
- Woo Hyun : Im Dong-ik
- Kim Tae-hoon (en) : Park Hoon
- Kim Sun-young (en) : Goo Ja-yeong
- Min Jin-woong : Min Woo-cheol
- Song Young-chang : Ryoo Wan-taek
- Heo Sung-tae : Ueda
- Lee Sung-wook : Jang Choon-sam
- Cho Hyun-chul : Park Bong-doo
- Jo Hyun-do : Kim Deok-jin
- Park Ye-na : Kim Soon-hee
- Song Boo-gun : Kawamoto
- Lee Seo-hwan : Lee, chef de service
- Lee Jung-eun : l'enseignante du jeju caméo)
- Choi Gwi-hwa : le facteur de librairie (caméo)

## Production
Le tournage a lieu entre le 1er avril et le 15 juillet 2018.

## Récompense
- Festival du film coréen à Paris 2019 : prix du Public[3].